# 東大駒場騒動
東大駒場騒動（とうだいこまばそうどう）は、1987年から1988年に新任の教官人事をめぐって、東京大学教養学部の教官の間で発生した対立紛争。
騒動の関係者の一人である中沢新一に因んで、中沢事件、中沢問題などとも呼ばれたが、騒動の当事者は中沢本人ではなく、あくまで当時の東京大学教養学部の教官達である。なお東大駒場とは、教養学部が東京都目黒区駒場に所在することに由来した呼称。

## 経緯
1987年、東京大学教養学部社会思想史研究室主任の谷嶋喬四郎教授より、ポスト・モダン系統の人材採用の可能性の打診が、同学教養学部教授の西部邁にあり、西部は東京外国語大学アジア・アフリカ言語文化研究所助手（当時）の中沢新一を推薦した。その後、西部を含む「相関社会科学入門・社会思想史」作業班（タスク・フォース）とよばれる社会科学科内の選考委員会が組織される。この時点で、西部が中沢人事案について事前に意見を求めた、社会科学科内の24名の教員のうち、反対したのは教授の折原浩1名のみだった。
しかし同年7月に谷嶋が理由を述べないまま中沢の採用に反対して「F」を推薦。そこで作業班による選考では西部邁の推す中沢と、谷嶋の推す「F」に候補が絞られるが、同年7月にFを面接した谷嶋が明確な理由もなく翻意し、それまでの選考過程を無視して、一度は候補から外れていた山脇直司を推すと言い出し、一貫して中沢を支持していた西部ら他の作業班メンバーとの対立を招く。また、菊地昌典も谷嶋と共に反対派を率いた。
同年8月以降は谷嶋が連絡を絶ったため、人事の選考が機能不全となり混乱した。同年10月、人事委員長の佐藤誠三郎教授より「社会思想史」と「相関社会科学入門」の2つに作業班を分割するとの妥協案が示され社会科学科内で可決。続く11月19日に山脇人事が教授会で可決。11月26日には中沢人事案も人事委員会と社会科学科内において全会一致で可決された。しかし翌年になると、学科間の感情的対立が表面化して混乱が生じた。中沢人事案を支持していた社会科学科長の見田宗介が、中沢人事支持を記した文書と、佐藤誠三郎教授不支持を理由に科長を辞任する旨を記した2通の文書を学部内に配布して科長を辞任。人事案の提案母体である社会科学科内の不一致を学部内に印象付け、人事案件否決の流れを決定付けた。この結果、人事案は教養学部発足以来初めての教授会での否決となった。西部は否決に抗議して辞任した。西部曰く「東大の馬鹿騒ぎ」。一連の騒動は各種メディアでも大きく報道され話題となった。騒動の詳細は、後に西部が著作にまとめた。

## 関連事項
- 2017年に藤田医科大学の宮川剛を教授に採用する人事に関して内定取り消し事案が発生した。東京大学教養学部で人事委員会の決定が覆ったのは駒場騒動以来の2回目となった[5]。